# Рестриктор

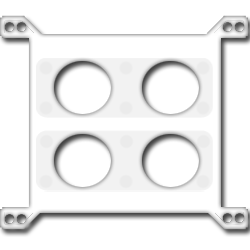
Трехмерное изображение рестрикторной пластины НАСКАР Кубка Спринт

Рестриктор — деталь, ограничивающая поток газа или жидкости.
В автогонках, воздушный  рестрикторы используются для ограничения доступа воздуха в воздухозаборник с целью уменьшения максимальной мощности двигателя. Часто имеет вид шайбы, надеваемой на воздухозаборник, в которой воздух проходит через специальное отверстие, по диаметру которого определяют характеристики рестриктора. В двигателях, где применяется рестриктор, запрещается делать дополнительные системы забора воздуха, то есть при перекрытии рестриктора он должен немедленно глохнуть из-за отсутствия доступа воздуха. В противном случае двигатель не соответствует регламенту и экипаж дисквалифицируется. Это нарушение является тяжелым и нередко обычной дисквалификацией в гонке дело не ограничивается — команда Тойоты в чемпионате мира по ралли была уличена в использовании систем дополнительного воздухозабора, после чего была дисквалифицирована на два года — текущий и следующий. Рестриктор не обязательно должен иметь одно отверстие (шайбу), так в ДТМ используется 2 шайбы с внутренним диаметром 28 мм каждая, а в НАСКАР, на особых, рестрикторных гонках, применяют пластины с 4мя отверстиями (причем рестрикторы находятся в собственности организации, что означает что работы над рестриктором запрещены не только спортивными правилами, но и общегражданским законодательством). Диаметр рестриктора, а значит и отдача мотора, находятся в ведении санкционирующей организации, могут быть изменены, чтобы дать преимущество какому-либо двигателю. Рестрикторы применяют на атмосферных и турбокомпрессорных двигателях. Увеличение наддува на последних не влияет на максимальную мощность двигателя, но позволяет развивать её на более низких оборотах.